# Phaedroctonus moderator
Phaedroctonus moderator är en stekelart som först beskrevs av Carl von Linné 1758.  Phaedroctonus moderator ingår i släktet Phaedroctonus, och familjen brokparasitsteklar. Arten är reproducerande i Sverige.